# Winy Maas
Wilhelmus Maas, detto Winy (Schijndel, 7 gennaio 1958), è un architetto olandese, uno dei tre fondatori dello studio MVRDV di Rotterdam insieme a Jacob van Rijs e Nathalie de Vries.
Prima della fondazione di MVRDV lavorava presso l'Office for Metropolitan Architecture (OMA).
Si è laureato in architettura del paesaggio presso la RHSTL Boskoop e, nel 1990, ha completato una seconda laurea presso l'Università tecnica di Delft. È professore di architectural design presso il Massachusetts Institute of Technology e di architettura e progettazione urbana presso la facoltà di Architettura dell'Università tecnica di Delft.